# Il lamento sul sentiero
Il lamento sul sentiero (Pather Panchali) è un film del 1955 diretto da Satyajit Ray.
Il film è la prima parte della trilogia di Apu, seguito da Aparajito e da Il mondo di Apu. 

## Trama
Harihar Roy (Kanu Banerjee) si guadagna miseramente da vivere come pujari (sacerdote) in una zona rurale del Bengala Occidentale, Nischindipur, e sogna di perseguire una carriera migliore come poeta e drammaturgo. Sua moglie, Sarbajaya (Karuna Banerjee), si prende cura dei loro due bambini, Durga (Uma Dasgupta) e Apu (Subir Banerjee), nonché dell'anziana zia, Indir Thakrun (Chunibala Devi). A causa delle loro limitate risorse finanziarie, Sarbajaya malvolentieri sopporta di dover condividere la sua casa con la vecchia e invalida Indir. Molte volte infatti, Sarbajaya diventa offensiva nei suoi confronti, e costringe Indir a cercare rifugio nella casa di un altro parente. Al contrario Durga è molto legata all'anziana donna, tanto che le regala sovente alcuni frutti che ruba dalle piante di alcuni ricchi vicini. Un giorno, la moglie del vicino, attacca Durga dicendole di aver rubato una collana di perline (accusa che Durga respinge) e critica Sarbajaya poiché, a suo dire, incoraggia la figlia a rubare.
Come sorella maggiore, Durga si prende cura maternamente del piccolo fratellino Apu, sebbene non perda occasione per prenderlo in giro. Insieme condividono le semplici gioie della vita, ad esempio sedendo pacificamente sotto grandi alberi, seguendo il venditore di dolci in giro per il villaggio, assistendo a spettacoli di venditori ambulanti o di un gruppo di attori che interpretano un jatra (un tipo di teatro popolare).
Ogni sera rimangono ad ascoltare il suono del fischio di un treno lontano. Il giorno in cui partiranno per vedere da vicino il treno passare nelle vicine campagne, sulla via del ritorno, scopriranno Indir morente sul ciglio della strada. 
Successivamente Harihar, costretto dalle precarie condizioni economiche in cui versa la famiglia, parte per la città, dove spera di trovare un lavoro migliore. Prima della partenza promette a Sarbajaya che tornerà con abbastanza soldi per riparare la loro casa malandata. Ma durante la sua assenza la sua famiglia cade miseramente in povertà e Sarbajaya ne risente, isolandosi sempre di più nella sua amarezza.
Durante la stagione dei monsoni Durga fa una danza propiziatoria sotto la pioggia per trovare un ragazzo da sposare, ma ne rimedia una febbre molto alta da cui non riesce a guarire, anche a causa della mancanza di cure mediche adeguate. Nel corso di una notte tempestosa e con forti raffiche di vento, Durga muore. Al suo ritorno a casa, Harihar mostra alla moglie tutti regali che ha portato per la famiglia dalla città. Sarbajaya rimane silenziosa fino a quando il marito non le mostra il regalo per la figlia, scoppiando in lacrime e annunciandogli l'orribile notizia. La famiglia decide quindi di abbandonare la casa natale, distrutta dal precedente tifone, cercando di lasciarsi alle spalle anche le vicende che hanno segnato il recente passato. Mentre preparano gli ultimi bagagli, Apu trova la collana che Durga negava di aver rubato e la lancia in un laghetto. Ha così inizio il viaggio della famiglia su un carro trainato da buoi.